# Meteorologiåret 1954

## Händelser

### Januari
- Januari – Fyra oväder passerar över Sverige [1].
- 3 januari – En svår storm i Sverige drabbar Uppland, där medelvinden blåser 34 meter per sekund i Örskär [2] samt 30 meter per sekund i Eggegrund, vilket innebär Gästriklandsrekord [3]. Vinden blåser även 36 meter per sekund vid Agö, vilket innebär Hälsinglandsrekord [4].
- 9 januari – I North Ice, Grönland uppmäts temperaturen −66.1 °C (−87 °F) vilket blir Grönlands och Nordamerikas lägst uppmätta temperatur någonsin.[5]
- 27 januari – I Berovo i Berovo kommun i, Makedonien, Jugoslavien uppmäts temperaturen −31.5 °C(−24.7 °F), vilket blir Makedoniens lägst uppmätta temperatur någonsin.[6]

### Februari
- 5 februari – I Miranda do Douro, Portugal uppmäts temperaturen −16.0 °C (3.2 °F), vilket är en tangering av Portugals ködrekord från 1945 [7].
- 21 februari – I Dorrigo, New South Wales , Australien faller 809,2 millimeter regn, vilket blir regnrekord för en dag i New South Wales [8].

### Mars
- 12 mars – I USA orsakar sand från Texas en så kallad "gul snöstorm".[9]

### April
- 26 april – 7 inch regn faller över Mora i Minnesota, USA inom 10 timmars tid.[10]

### Maj
- 2 maj – Sena snöfall vid International Falls i Minnesota, USA lämnar cirka en halv fot snö.[11]
- 17- 22 maj – De första väderrapporterna i svensk TV genomförs under den så kallade Sandrewveckan med meteorologerna Lars Oredsson och Sven-Göran Olhede.[12]

### Juni
- 17 juni – Hagelskur i Saint Cloud i Minnesota, USA skadar flera personer.[13]

### Augusti
- Augusti-september – Orkanen Carol härjar vid Nordamerikas östkust.

### September
- 29 september – 56 centimeter snö uppmäts i Hasberget, Sverige [14].

### November
- 23 november – Snöstorm härjar i Minnesota, USA. Wadenas innerstad skadas svårt.[15]

### Oktober
- 29 oktober – Veckovädret inleder SVT:s En skål för televisionen [12].

### Okänt datum
- Västtyskland inträder i WMO [16].

## Födda
- 29 september – Mojib Latif, tysk meteorolog och oceanograf.
- Okänt datum – Erland Källén, svensk meteorolog.

## Avlidna
- 9 oktober – Grady Norton, amerikansk meteorolog.
- 14 november – Inigo Owen Jones, australisk meteorolog.

### Fotnoter
1. ↑  ”Oväder i januari 1954”. SMHI.se. Arkiverad från originalet den 16 oktober 2021. https://web.archive.org/web/20211016220040/https://www.smhi.se/kunskapsbanken/meteorologi/ovader-i-januari-1954-1.5730. Läst 26 januari 2015.
2. ↑  ”Upplands klimat”. SMHI.se. http://www.smhi.se/kunskapsbanken/meteorologi/upplands-klimat-1.4918. Läst 26 januari 2015.
3. ↑  ”Gästriklands klimat”. SMHI.se. http://www.smhi.se/kunskapsbanken/meteorologi/gastriklands-klimat-1.4955. Läst 26 januari 2015.
4. ↑  ”Hälsinglands klimat”. SMHI.se. Arkiverad från originalet den 28 januari 2015. https://web.archive.org/web/20150128113357/http://www.smhi.se/kunskapsbanken/meteorologi/halsinglands-klimat-1.4970. Läst 26 januari 2015.
5. ↑  ”Global Measured Extremes of Temperature and Precipitation” (på engelska). National Climatic Data Center. http://www.aos.wisc.edu/~hopkins/100-lec/pix/globalextremes.html. Läst 21 juni 2007.
6. ↑  ”Macedonia: Minus 32 Degrees Measured in 1954” (på engelska). independent.mk. 30 december 2014. Arkiverad från originalet den 12 februari 2015. https://web.archive.org/web/20150212002607/http://www.independent.mk/articles/12884/Macedonia%20Minus%20%20Degrees%20Measured%20in%20%2C%20%20Saw%20More%20than%20%20Meters%20of%20Snow. Läst 11 februari 2015.  ”The lowest temperature in Macedonia was recorded 60 ago, on January 27. In 1954, Berovo saw the record-holding -31.5 degrees Celsius.”
7. ↑  ”Terras da Beira - "Reveillon" português sem chuva, mas a bater o dente de frio.” (på portugisiska). Arkiverad från originalet den 12 augusti 2010. https://web.archive.org/web/20100812052145/http://www.freipedro.pt/tb/301299/soc8.htm. Läst 30 september 2010.
8. ↑  ”Australian Temperature Extremes”. Bureau of Meteorology. 1 april 2009. http://www.bom.gov.au/climate/extreme/records/national.pdf. Läst 4 februari 2011.
9. ↑  ”This Day in Weather History March”. DNR Waters. Minnesota State Climatology Office. Arkiverad från originalet den 11 juni 2014. https://web.archive.org/web/20140611100013/http://climate.umn.edu/pdf/day_in_weather_history/march_wx_history.pdf. Läst 26 januari 2015.
10. ↑  ”This Day in Weather History April”. DNR Waters. Minnesota State Climatology Office. Arkiverad från originalet den 11 juni 2014. https://web.archive.org/web/20140611100013/http://climate.umn.edu/pdf/day_in_weather_history/march_wx_history.pdf. Läst 26 januari 2015.
11. ↑  ”This Day in Weather History May”. DNR Waters. Minnesota State Climatology Office. Arkiverad från originalet den 11 juni 2014. https://web.archive.org/web/20140611100013/http://climate.umn.edu/pdf/day_in_weather_history/march_wx_history.pdf. Läst 26 januari 2015.
12. 1 2  Martin Hedberg. ”TV-väder historik del 9”. pohlman.klart.se. Arkiverad från originalet den 15 december 2010. https://web.archive.org/web/20101215110338/http://pohlman.klart.se/tv-vader-historik-del-9/. Läst 26 januari 2015.
13. ↑  ”This Day in Weather History June”. DNR Waters. Minnesota State Climatology Office. Arkiverad från originalet den 11 juni 2014. https://web.archive.org/web/20140611100013/http://climate.umn.edu/pdf/day_in_weather_history/march_wx_history.pdf. Läst 26 januari 2015.
14. ↑  ”Dalarnas klimat”. SMHI.se. http://www.smhi.se/kunskapsbanken/meteorologi/dalarnas-klimat-1.4940. Läst 26 januari 2015.
15. ↑  ”This Day in Weather History November”. DNR Waters. Minnesota State Climatology Office. Arkiverad från originalet den 11 juni 2014. https://web.archive.org/web/20140611100013/http://climate.umn.edu/pdf/day_in_weather_history/march_wx_history.pdf. Läst 26 januari 2015.
16. ↑  ”Wetter und Klima – Deutscher Wetterdienst -- Suchergebnis”. dwd.de. http://www.dwd.de/bvbw/appmanager/bvbw/dwdwwwDesktop?_nfpb=true&_pageLabel=dwdwww_result_page&gsbSearchDocId=702752. Läst 26 januari 2015.